# Rezerwat przyrody Hulskie im. Stefana Myczkowskiego
Rezerwat przyrody Hulskie im. Stefana Myczkowskiego – rezerwat przyrody znajdujący się na terenie gminy Lutowiska, w powiecie bieszczadzkim, w województwie podkarpackim. Leży w granicach Parku Krajobrazowego Doliny Sanu.
- numer według rejestru wojewódzkiego – 28
- powierzchnia według aktu powołującego – 189,87 ha[2]
- dokument powołujący – M.P. 1983.39.230
- rodzaj rezerwatu – leśny[2]

- typ rezerwatu – fitocenotyczny

- podtyp rezerwatu – zbiorowisk leśnych

- typ ekosystemu – leśny i borowy

- podtyp ekosystemu –  lasów górskich i podgórskich

- przedmiot ochrony (według aktu powołującego) – fragment starodrzewu z głównymi zespołami leśnymi, charakterystycznymi dla pasma Otrytu, różnorodne formy morfologiczne oraz stanowiska rzadkich i chronionych gatunków roślin i zwierząt[2]

Rezerwat nosi imię Stefana Myczkowskiego – profesora, leśnika i ekologa, wykładowcy Wydziału Leśnego Akademii Rolniczej w Krakowie.
Na terenie rezerwatu utworzono ścieżkę przyrodniczo-dydaktyczną „Hulskie” o długości 3,2 km.